# 인데버 (드라마)
《인데버》(영어: Endeavour)는 영국의 텔레비전 드라마이다. 2012년 1월 2일 ITV에서 처음 방송되었다.